# Andréi Belianinov
Andréi Yúrievich Belianínov (en ruso: Андре́й Ю́рьевич Бельяни́нов, 14 de julio de 1957, Moscú, Unión Soviética) es un empresario y oficial gubernamental ruso.

## Biografía
En su infancia apareció en la película de Yevgueni Karélov "Los niños de Don Quijote". Su primera maestra dijo lo siguiente: "En la escuela él trabajaba bien, aunque no fuera ni un alumno sobresaliente ni ejemplar, siempre se comportaba. No se le consideraba un hooligan, aunque ponía alguna que otra zancadilla...". Una antigua compañera le describió como "grande, corpulento y bueno".
Curso sus estudios en el Instituto de Economía de Moscú G. V. Plejánov en 1978. Al terminarlos, se le ofreció trabajar en la Administración General del KGB de la URSS. Durante los años 80 trabajó en numerosos países, como la República Democrática Alemana. En 1991 deja el trabajo para dedicarse a los negocios, siendo entre 1992 y 1994 presidente del consejo administrativo del REA-Bank.
Vuelve más tarde a los estudios, cursándolos en la Academia Popular de Economía de la Federación de Rusia. Entre 1994 y 1999 es suplente del presidente de Novikombank, cargo al que accederá más tarde. Desde diciembre de 1999 hace las veces de suplente del director general de la empresa "Promexport". En noviembre del año siguiente, tras la fusión de "Promexport", "Rosvooruzhenie" para crear "Rosoboronexport", se convierte en el director general de la nueva compañía. Desempeñó ese cargo hasta el 8 de abril de 2004, cuando pasa a ser el director del Servicio Federal de Encargo de Armas. Deja el cargo el 11 de mayo de 2006, puesto que al día siguiente pasa a ser el jefe del Servicio Federal de Aduanas.
Algunos funcionarios de aduana y periodistas expresaron su temor, puesto que consideraban que Belianínov no contaba con la suficiente profesionalidad ni conocimientos para ejercer de jefe del Servicio Federal de Aduanas.